# Cophocerotis mirifica
Cophocerotis mirifica är en fjärilsart som beskrevs av Carl Peter Thunberg 1904. Cophocerotis mirifica ingår i släktet Cophocerotis och familjen mätare. Inga underarter finns listade i Catalogue of Life.